# Lucie Prod'homme
Pour les articles homonymes, voir Prod'homme.
Lucie Prod’homme est une compositrice et pédagogue musicale française née en 1964.

## Biographie
Lucie Prod’homme naît à Paris le 30 septembre 1964,.
Elle commence l'apprentissage de la musique par le piano, en cours privés et au conservatoire du 15e arrondissement de Paris. À partir de 1984, elle enseigne la formation musicale puis la composition électroacoustique (2002) à la Cité de la Musique de Marseille, école associative .
En 1992, elle s'inscrit au Conservatoire de la ville phocéenne en cursus de composition et travaille avec Pascal Gobin, découvrant notamment le solfège schaefférien. Elle obtient son prix en 1997 et intègre le laboratoire de recherche Musique et Informatique de Marseille (MIM), où elle s'investit entre 1996 et 2008, en tant que responsable du département pédagogie.
Lucie Prod’homme mène de front une activité de compositrice avec celle d'enseignante et chercheuse, considérant « la composition comme une recherche et l'enseignement comme un prolongement de [son] travail de composition ».
Elle crée en 2002 une classe d'électroacoustique à la Cité de la musique de Marseille et prend part au chantier des Unités sémiotiques temporelles (UST), travail prolongeant le Traité des objets musicaux de Pierre Schaeffer,. Elle collabore avec des peintres, danseurs et vidéastes, fait des recherches sur la synesthésie et produit des spectacles tels que Dans tous les sens, qui « finissait sur une dégustation du décor par le public ».
En 2013, elle accède au grade de professeur d'enseignement artistique (PEA) de la fonction publique territoriale. Depuis 2014, elle est en poste au Conservatoire de Perpignan, où elle est responsable de la classe de composition électroacoustique et instrumentale de l'établissement.
Lucie Prod’homme est engagée dans la défense de la musique acousmatique et mixte, étant notamment présidente de 2012 à 2021, puis vice-présidente depuis novembre 2021, de l'Association des enseignants de la composition en musique électroacoustique (AECME).
Leçon du silence, cycle électroacoustique en cinq mouvements de la compositrice (2012-2015), « courtes propositions bruitées, crissements, impacts brefs et épars, souffle de bruit blanc, émissions gutturales, qui articulent le silence, lui donnent des bords et créent la tension de l’écoute », a fait l'objet d'un CD sous le label Motus,. Ces "pièces  obligent à une inversion des réflexes de l’audition, et concrétisent le projet de la compositrice  : "la composition est un acte politique [...], j'espère ouvrir des oreilles au monde et les inciter à entendre autrement"   
Lucie Prod’homme se dit aussi « cant'actrice », travaillant sur le geste et l'énergie et se produisant sur scène en tant que chanteuse et performeuse, en compagnie notamment de son partenaire Richard Arapian, batteur et percussionniste, avec lequel elle forme le duo Lulu Berlue.    

## Œuvres
Le catalogue de Lucie Prod’homme comprend plus de 80 opus et est constitué de pièces acousmatiques, de pièces mixtes, et de musique instrumentales [catalogue en ligne sur le site de la compositrice https://lucieprodhomme.fr/]
Parmi ses compositions, figurent notamment :
- Aléa, commande de l'État et des Musiques inventives d'Annecy, créée au festival Musiques inventives d'Annecy, 2004[13] ;
- Tant d’espaces…, pour flûte piccolo, créé par Jean-Louis Beaumadier à la Cité de la musique de Marseille, 2005[13] ;
- Les Quissons, pièce radiophonique, 2009[13] ;
- Tout plein de vide, pour sons fixés, 2011[14] ;
- Étire-toi de là, pour sons fixés, 2015[14] ;
- À l’attaque !, pour clavecin et support audio, 2016[13] ;
- Dans le vent avec mon sax'au do, pour saxophone alto et sons fixés, 2017[15] ;
- Chaperon express, pour deux comédiens et support audio, créé par Donatienne Michel-Dansac et Paul-Alexandre Dubois lors du festival Présences 2017[13] ;
- Ça m'agite le bocal, pour saxophone alto et sons fixés, 2018[14].
- Effet d’annonces, pour voix, piano et support audio, 2021, création par Catherine Kwon et Marie Perrin de l’ensemble Ptyx  pour l’émission Création Mondiale d’Anne Montarron [16] ;
- Cantique des quantiques, pièce acousmatique, 2019, (cycle Leçon du son), création sur acousmonium Motus, Festival En chair et en son, Paris, 25 octobre 2019 / Danse : Renaud Semper.
- Espèces de gros sons, pièce acousmatique, 2017, (cycle Leçon du son), création par Olivier Lamarche sur acousmonium Motus, Festival Futura, Crest, 23 août 2017.
- Leçon du silence, 2012, création par Jonathan Prager, auditorium de Noisiel